# Музичка школа „Владимир Ђорђевић” Јагодина
Музичка школа „Владимир Ђорђевић“ у Јагодини је формирана 1952. године и има 150-180 ученика годишње.